# Гекала
Гекала (др.-греч. Ἑκάλη) — в древнегреческой мифологии бедная старая крестьянка из одноимённой деревни на Марафонской равнине, оказавшая гостеприимство Тесею, когда он отправился против быка. Миф разработан в знаменитой в античности поэме Каллимаха «Гекала», сохранившейся лишь в отрывках, и пересказан Плутархом. Объясняет установление праздника Гекалесий, отмечаемых в Четырёхградье. О ней рассказывал Филохор.
Овидий в «Лекарстве от любви» (747) упомянул её в качестве примера бедных, на которых в любви никто не польстится.